# Claus Liesegang
Claus Liesegang (* 1968) ist ein deutscher Journalist. Er wuchs im Oberallgäu auf.
Im Ausbildungsjahrgang 1990 absolvierte er die studienbegleitende Journalistenausbildung der Katholischen Journalistenschulen ifp.
Er arbeitete von 1991 bis 2011 bei der Schwäbischen Zeitung in Ravensburg, zuletzt als Redaktionsleiter Ost, zeitweilig unterbrochen von einer längeren Wehrübung bei der Bundeswehreinheit KFOR als Hauptmann d.R. Danach war Liesegang bis Ende 2013 stellvertretender Chefredakteur des Wiesbadener Kuriers. Danach wechselte er als Leiter Anzeigenblätter und Zielgruppenmedien zur Verlagsgruppe Rhein Main.
Im August 2015 wurde er Chefredakteur des Donaukurier in Ingolstadt. Diesen Posten verließ er nach elf Monaten wieder, nachdem zuvor die Verleger vor dem Hintergrund des Verkaufs des Blattes an die Passauer Neue Presse die Auflösung seines Vertrages zum 31. Dezember 2016 bekanntgegeben hatten.
Seit Januar 2017 ist er Chefredakteur der Märkischen Oderzeitung. Zum 1. August 2024 übernahm er auch die Chefredaktion der Lausitzer Rundschau in Cottbus, von Oliver Haustein-Teßmer.

## Buchveröffentlichungen
- Claus Liesegang: Kabul Mails, Opferkuch-Verlag Ellwangen, 2009, ISBN 978-3-98114-229-7.